# Trestiana
Trestiana – wieś w Rumunii, w okręgu Vaslui, w gminie Grivița. W 2011 roku liczyła 1223 mieszkańców.